# 羅哈欽
49°28′4″N 24°47′19″E / 49.46778°N 24.78861°E
羅哈欽（羅馬化：Rohachyn）是位於烏克蘭西南部的村莊，由特諾皮爾州特諾皮爾區的納拉伊夫市鎮負責管轄。該村分別距離沃利齊亞1公里和納拉伊夫1.5公里，始建於1578年，面積2.84平方公里，海拔高度316米，2014年人口831。